# Halichoeres melas
Halichoeres melas es una especie de peces de la familia Labridae en el orden de los Perciformes.

## Morfología
Los machos pueden llegar alcanzar los 12,1 cm de longitud total.

## Distribución geográfica
Se encuentra en el mar de Arabia y en Omán.